# 拉昂地区拉瓦勒
拉昂地区拉瓦勒（法語：Laval-en-Laonnois）是法国上法兰西大区埃纳省的一个市镇，属于拉昂区和拉昂第二县。该市镇2009年时的人口为250人。

## 人口
拉昂地区拉瓦勒人口变化图示
| 数据来源：INSEE |